# Guichen
Guichen (bret. Gwizien) – miejscowość i gmina we Francji, w regionie Bretania, w departamencie Ille-et-Vilaine.
Według danych na rok 1990 gminę zamieszkiwało 5891 osób, a gęstość zaludnienia wynosiła 137 osób/km² (wśród 1269 gmin Bretanii Guichen plasuje się na 65. miejscu pod względem liczby ludności, natomiast pod względem powierzchni na miejscu 111.).